# Валлийский регбийный союз
Валлийский регбийный союз (валл. Undeb Rygbi Cymru, англ. Welsh Rugby Union) — валлийская общественная организация. Штаб-квартира находится в Кардиффе. Занимается организацией соревнований по регби в Уэльсе и национальных сборных. Является одним из полноправных членов Международного совета регби.

## История создания
В сентябре 1875 года с целью «проводить по правилам регби матчи против команд из Восточной Англии и других соседних регионов» был образован Футбольный союз Южного Уэльса . 19 февраля 1881 года в Гламорганшире сборная Уэльса сыграла свой первый матч. Соперником выступила сборная Англии, а валлийцы тот матч проиграли с разгромным счётом 0:8. Это тяжёлое поражение показало необходимость создания спортивной федерации, и в марте того же года был создан Валлийский регбийный союз.
Существует две даты создания организация. Согласно первой версии, ещё в марте 1880 года в отеле «Тенби» в Суонси с целью создания национальной федерации собрались представители девяти валлийских клубов, однако нет никаких письменных доказательств того, что эта встреча действительно имела место . Согласно второй версии, представители клубов собрались 12 марта 1881 в отеле «Касл» в Ните.
В 1886 году Валлийский регбийный союз стал одним из основателей Международного совета регби (наряду с Ирландским и Шотландским союзами). 5 декабря 1887 года был принят первый официальный документ, касавшийся того, что правила, принятые организацией, распространяются на все международные матчи.

## Обязанности
Основной обязанностью Валлийского регбийного союза является управление всеми аспектами регби в Уэльсе: осуществление контроля над 320 клубами страны, национальными сборными, системой лиг и кубков. Организация также отвечает за подготовку тренеров, судей и игроков всех возрастов и обоих полов. Основной стадион национальных регбийных сборных — «Миллениум» — принадлежит Валлийскому регбийному союзу. С 2001 года Валлийский регбийный союз является одним из совладельцев Про12, международного ежегодного турнира, проводимого между командами из Шотландии, Италии, Ирландии и Уэльса.
В Уэльсе, как и в таких странах как Новая Зеландия, Австралия и ЮАР введена региональная система управления. По этой системе, введённой в 2003 году, Уэльс был разделён на пять зон, за каждой из которых закреплялся определённый клуб, выступавший в Про12: в западной и северной зоне — «Скарлетс», в южной зоне — «Оспрейз», в центральной зоне — «Селтик Уорриорз», в восточной зоне — «Ньюпорт Гвент Дрэгонс» и в Кардиффе — «Кардифф Блюз». Однако через год клуб «Селтик Уорриорз» разорился и Валлийский регбийный союз перераспределил зоны на четыре клуба.

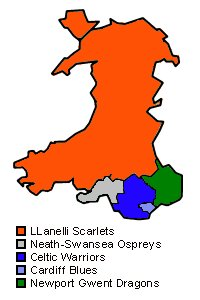
Изначальный вид региональной системы, введённой в 2003 году.
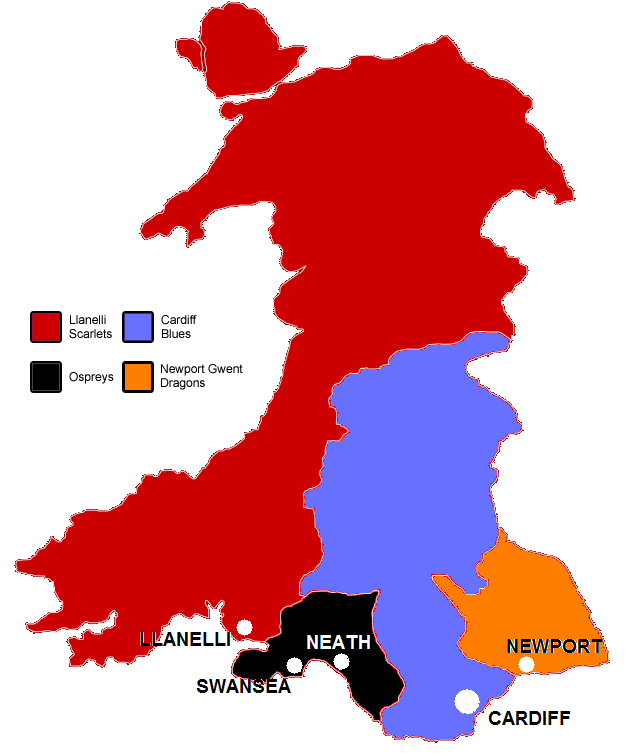
Региональная система в виде, существующем с 2004 года.